# Air Guyane Express
Air Guyane Express era il nome della compagnia aerea regionale della Guyana francese, la cui vera ragione sociale era Société Guyane Air Transport. La base di armamento era nell'aeroporto internazionale di Rochambeau, nel comune di Matoury, vicino alla capitale Cayenne.

## Storia
La società fu fondata alla fine degli anni '70 recuperando parte della precedente e fallita SATGA. I voli di linea iniziarono poco dopo ed univano la capitale Cayenne con alcuni centri interni e nei Caraibi. La flotta comprendeva alcune macchine ben predisposte per l'impegnativo ambiente operativo: Cessna 206, Cessna 208, Cessna 402, Cessna 406, Britten Norman BN 2 "Islander". Con il trascorrere degli anni velivoli più capienti furono adottati: DHC 6, Embraer 110 "Bandeirante", Let 410.
Tra il 1980 e il 1982 fu adottato il più commestibile nome Air Guyane. e poi, fino all'estate 2009 Air Guyane Express.
Nel giugno 2009 la società entrava a far parte del Gruppo C.A.I.R.E-Compagnie Aérienne Inter Régionale Express che controllava parimenti Air Antilles Express. L'aerolinea fu travolta dalla crisi del Gruppo C.A.I.R.E e cessò le attività nel settembre 2023.

## Flotta
- 1 ATR 42-300
- 3 ATR 42-500

## Azionisti
- Guyane Aeroinvest 38.05%
- Other shareholders 18.86%
- CAG Yxop 16.48%
- Sodetraguy 16.23%
- Buredis 4.95%
- La Diffusion Mécanique Comtoise 4.02%
- Christian Marchand 1.41%